# Parang-Amanremu
Das Parang Amanremu, auch Amanremu, Amanremoe, Amaremoe, Meremoe, Mermo, Samaremoe oder Semaremoe, ist ein Schwert aus Sumatra.

## Beschreibung
Das Parang Amanremu hat eine gerade, einschneidige, bauchige Klinge. Die Klinge wird vom Heft zum Ort erst schmal und zum Ort hin breiter und bauchig. Der Schwerpunkt der Klinge liegt am Ort, um die Hiebwucht zu verstärken. Der Ort ist abgerundet. Die Klinge hat weder Mittelgrat noch Hohlschliff. Das Heft hat kein Parier. Es  besteht aus Holz oder Horn und ist am Knauf meist gabelförmig gearbeitet. Es gibt verschiedene Heftformen, die je nach Herstellungs- oder Gebrauchsort variieren. Die Scheiden bestehen aus Holz, das in zwei Hälften gearbeitet ist. Die beiden Hälften werden mit Rattanschnüren oder mit dünnen Streifen aus Metallblech zusammengehalten. Der Parang Amanremu ist eine Version des Parang.